# 粉炭
粉炭（ふんたん、英: fine coal）とは、粉状または細粒状の石炭のこと。これに対し、10-40 mm 程度より粗い石炭を塊炭といい、0.5 mm 程度より細かい石炭を微粉炭という。燃料として使われ、練炭の原料にもされる。
粉状の木炭である粉炭（こなずみ、こずみ、英: charcoal dust）とは区別される。これも燃料や練炭原料として使われるほか、木炭の性質を利用して土壌改良資材や住宅用建材として使われる。